# DreamLab
DreamLab war eine 2015 gestartete und bis April 2025 bestehende Volunteer-Computing-Mobile App des Imperial College London und der Vodafone Foundation.

## Beschreibung
Die App half Krebs und Extremwetter in den Tropen, sowie (long) COVID-19 mit Hilfe von Simulationen zu erforschen und so Medikamente bzw. Möglichkeiten zur frühzeitigen Warnung zu finden.
DreamLab griff dazu mit Zustimmung der Nutzer in der Nacht, während der Besitzer sein Smartphone auflädt, auf einen Teil der Prozessorleistung des Geräts zu, um die Berechnungen des KI-Algorithmus vom Forschungslabor des ICL (Imperial College London) zu beschleunigen. Die Leistung von 100.000 Smartphones hätte in nur drei Monaten bei einer nächtlichen Laufzeit von sechs Stunden die Jahresleistung aller Forschungsrechner des Imperial College erreichen können. Für Vodafone-Kunden wurden hierfür bis zum 1. September 2020 keine Gebühren für die Datenmenge bzw. Roaming erhoben. Andere Nutzer konnten eine zu spendende Datenmenge festlegen, wobei bei bestehenden WLAN-Verbindungen naturgemäß außer leicht erhöhten Stromkosten keinerlei Kosten entstanden. Die Sicherheit der persönlichen Daten war hierbei stets gewährleistet. Die Funktion des Weckers und anderer Apps blieb gewährleistet.
Die App wurde 2015 vom Garvan Institute of Medical Research in Sydney und der Vodafone Foundation entwickelt.
Stand Mai 2020 hatte das Projekt über 490.000 registrierte Nutzer. Die App wurde aus unbekannten Gründen am 2. April 2025 abgeschaltet.
Mit Folding@home existiert eine vergleichbare Initiative für Rechner aller Art, eine Übersicht bezüglich derartiger Projekte findet sich in der Liste der Projekte verteilten Rechnens.